# Khỉ đột núi
Khỉ đột núi (Gorilla beringei beringei) là một trong hai phân loài khỉ đột phía đông, gồm hai quần thể. Một quần thể được tìm thấy ở núi lửa Virunga ở Trung Phi, thuộc về ba vườn quốc gia: Mgahinga, ở tây nam Uganda; Volcanoes, ở tây bắc Rwanda; và Virunga ở đông Cộng hòa Dân chủ Congo. Quần thể còn lại được tìm thấy ở Vườn quốc gia cấm Bwindi tại Uganda. Một vài nhà linh trưởng học xem quần thể ở Bwindi là một phân loài tách biệt, mặc dù không có mô tả nào hoàn thành. Đến năm 2019, ước lượng tổng số khỉ đột núi là 1060 cá thể.

## Tiến hóa và phân loại

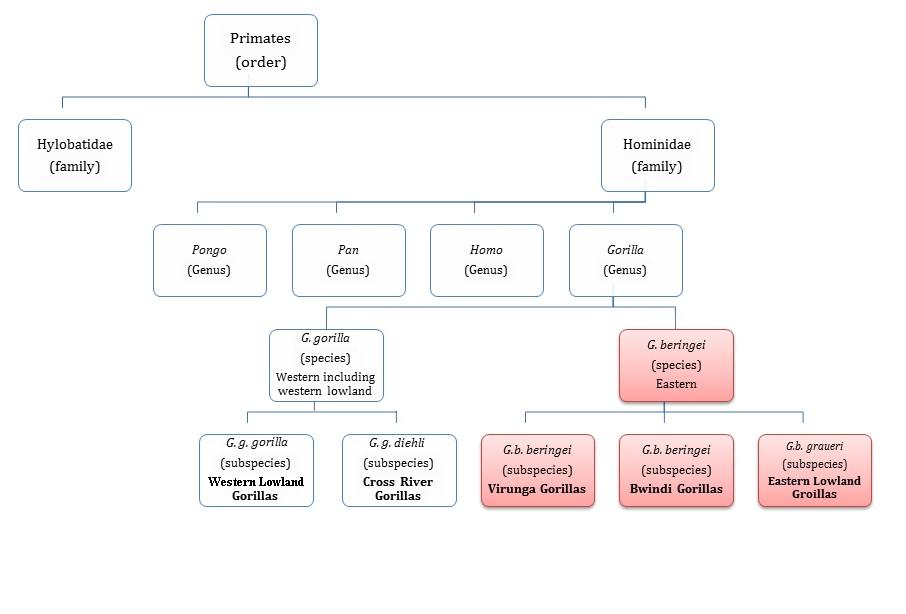
Phân loại chi Gorilla

Khỉ đột núi là con cháu của khỉ và vượn cổ tìm thấy ở châu Phi và Ả Rập vào đầu thế Oligocen (34-24 triệu năm trước). Hóa thạch nơi khỉ đột núi sống nghèo nàn và lịch sử tiến hóa của nó không rõ ràng.
Khoảng 9 triệu năm trước, một nhóm linh trưởng tiến hóa thành khỉ đột, tách ra từ tổ tiên chung của chúng với con người và tinh tinh; đây là lúc chi Gorilla xuất hiện. Khỉ đột núi tách ra từ khỉ đột đồng bằng phía đông khoảng 400,000 năm trước và hai phân loài này tách ra khỏi khỉ đột phía đông khoảng 2 triệu năm trước. Có nhiều tranh luận chưa giải quyết về việc phân loại khỉ đột núi. Chi Gorilla ban đầu được đặt tên là Troglodytes năm 1847, sau đó được đổi tên là như hiện nay năm 1852. Tới năm 1967 nhà phân loại học Colin Groves đề xuất rằng tất cả chi Gorilla chỉ gồm một loài (Gorilla gorilla) với ba phân loài Gorilla gorilla gorilla (khỉ đột đồng bằng phía tây), Gorilla gorilla graueri (khỉ đột đồng bằng được tìm thấy ở tây Virungas) và Gorilla gorilla beringei (khỉ đột núi). Năm 2003, sau khi xem xét lại, khỉ đột được chia thành hai loài (Gorilla gorilla và Gorilla beringei) bởi Liên minh Bảo tồn Thiên nhiên Quốc tế (IUCN).